# The Only Game in Town
The Only Game in Town (pt: Quando o Jogo É o Amor / br: Jogo de Paixões) é um filme de drama dos Estados Unidos de 1970, realizado por George Stevens, e baseado na peça teatral de Frank D. Gilroy.

## Sinopse
Em Las Vegas vive Fran Walker (Elizabeth Taylor), uma corista veterana. Ela é mantida por Lockwood (Charles Braswell), um negociante de São Francisco, feliz em pagar o aluguer e as roupas de Fran, mas que não pensa em separar-se de sua esposa para assumir um compromisso com a moça.
Fran então começa a fazer-se a Joe Grady (Warren Beatty), um pianista que é viciado no jogo. Fran e Joe concordam no começo que a relação deles será baseada apenas em sexo, mas a situação foge do controle quando começam a apaixonar-se.

## Elenco
- Elizabeth Taylor (Fran Walker)
- Warren Beatty (Joe Grady)
- Charles Braswell (Lockwood)
- Hank Henry (Tony)
- Olga Valéry (prostituta)